# HTC Desire
HTC Desire (kódové označení Bravo) je prvním smartphonem řady Desire od společnosti HTC. Představen byl 16. února 2010 a na evropském a australském trhu byl dostupný od druhého čtvrtletí téhož roku. Vnitřní výbavou se tento telefon velmi podobá modelu Nexus One, který byl souběžně vyráběn firmou HTC přímo pro Google.

## Software
Při uvedení telefon obsahoval operační systém Android ve verzi 2.1 Eclair, později vyšel update na verzi 2.2 Froyo. Vydání updatu na Android 2.3 Gingerbread bylo výrobcem několikrát potvrzeno a znovu zamítnuto, až došlo k umístění aktualizačního balíčku na vývojářský web HTC. Společnost se zřekla všech rizik spojených s jeho instalací, kterou navíc doporučila pouze vysoce pokročilým uživatelům a odborníkům.

## Porovnání s Nexusem One
Specifikacemi a výbavou HTC Desire silně připomíná Nexus One, který ve stejné době HTC vyrábělo pro Google. U HTC Desire lze v porovnání s Nexusem One nalézt tyto rozdíly:
- Odlišné tělo telefonu
- Optický trackpad namísto trackballu
- Tlačítka pod displejem jsou hardwarová, nikoli senzorová
- FM přijímač je aktivován (Nexus One přijímač také obsahuje, ale s originálním firmwarem ho nelze používat)
- Desire na rozdíl od Nexusu One neobsahuje druhý mikrofon na zadní straně telefonu, který slouží k potlačení hluku při volání
- 576 MB DRAM namísto 512 MB DRAM
- Uživatelská nadstavba Androidu HTC Sense
- Podporu zajišťuje místo Googlu samotné HTC